# Marijane Meaker

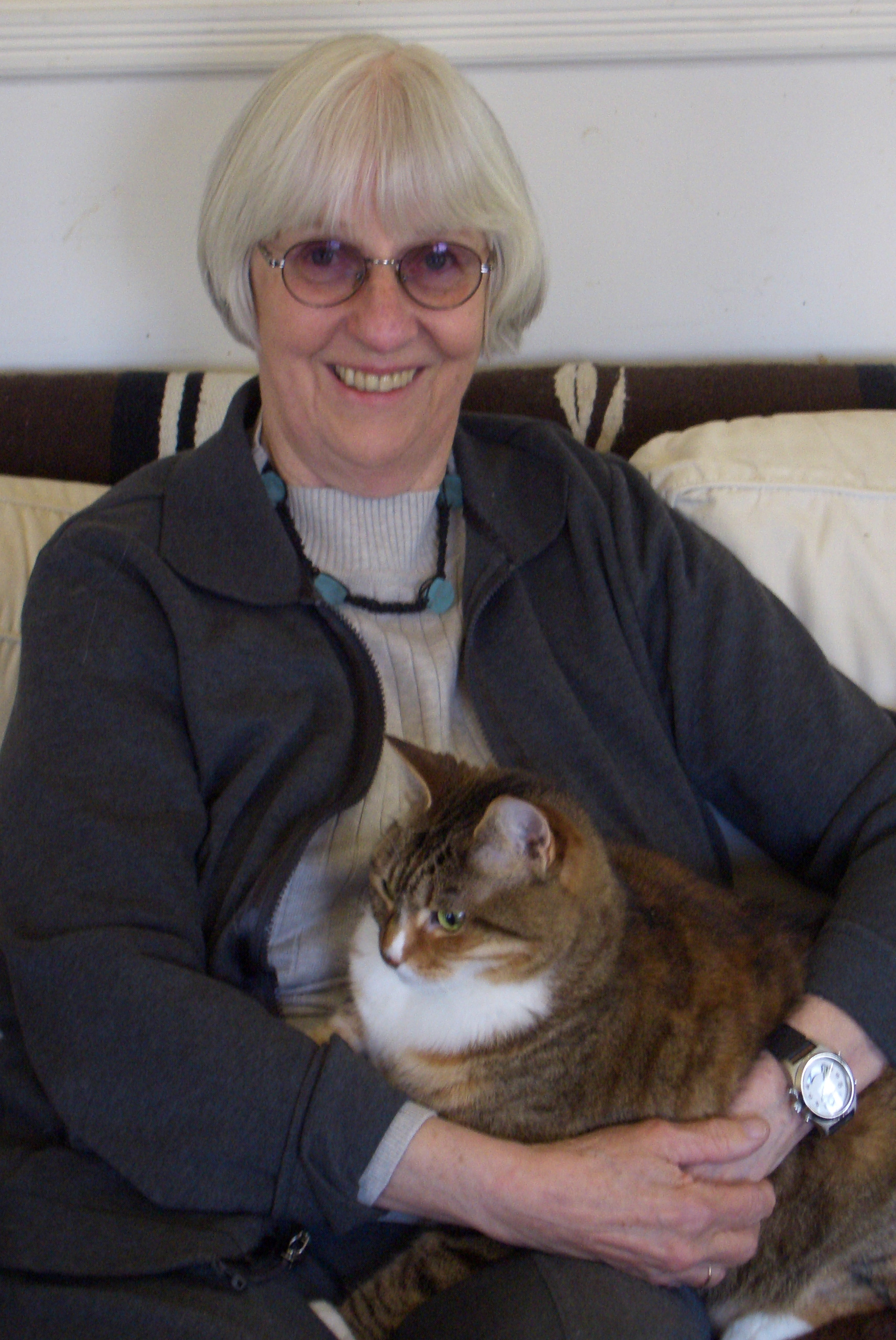
Marijane Meaker (2007)

Marijane Meaker (geboren 27. Mai 1927 in Auburn, New York; gestorben 21. November 2022 in East Hampton, New York) war eine US-amerikanische Schriftstellerin.

## Leben
Marijane Meaker wuchs in Auburn als Tochter eines Fabrikanten auf. Sie besuchte die Stuart Hall School in Virginia, das College in Vermont und studierte von 1946 bis 1949 an der University of Missouri Literatur. Anfang der 1950er Jahre arbeitete sie beim Verlag Fawcett in New York City als Sekretärin. Ihre Freundin Louise Fitzhugh ermutigte sie zum Schreiben.
Sie publizierte unter ihrem Namen und unter verschiedenen Pseudonymen und adressierte dabei verschiedene Leser- und Altersgruppen. Als Vin Packer schrieb sie zwischen 1952 und 1969 zwanzig Kriminalromane, darunter mit Spring Fire einen der ersten lesbischen Trivialromane. Zwischen 1955 und 1972 schrieb sie unter dem Pseudonym Ann Aldrich Sachbücher zu Themen der Homosexualität, die auf dem Paperbackmarkt sehr erfolgreich waren; einige verkauften sich in Auflagen von 400.000 Stück. In die Anthologie Carol in a thousand cities nahm sie 1960 titelgebend auch die Schlusspassage aus Salz und sein Preis („Carol“) von Patricia Highsmith auf.
Seit 1972 schrieb sie unter dem Pseudonym M.E. Kerr Kinder- und Jugendbücher und wurde dafür mehrfach ausgezeichnet. Gene Reynolds machte 1974 aus If I Love You, Am I Trapped Forever? (dt.: Rettet die Zärtlichkeit) eine Fernsehproduktion. Für kleinere Kinder veröffentlichte sie Bücher unter dem Namen Mary James. Ihre Erinnerungen an die 1950er Jahre, als sie zwei Jahre mit Patricia Highsmith zusammenlebte, kamen 2003 heraus. Dieses Buch diente als eine Grundlage für den Dokumentarfilm Loving Highsmith (2022).
Nach vielen Jahren in New York zog sie nach East Hampton, wo sie im November 2022 im Alter von 95 Jahren starb.

## Werke (Auswahl)
- M. E. Kerr: Und wer liebt mich (Originaltitel: Dinky Hocker Shoots Smack, übersetzt von Irmela Brender). Bertelsmann-Jugendbuchverlag, Gütersloh 1974, ISBN 3-570-07638-5.
- M. E. Kerr: Rettet die Zärtlichkeit (Originaltitel: If I Love You, am I Trapped Forever?, übersetzt von Irmela Brender). Signal, Baden-Baden 1975, ISBN 3-7971-0143-0.
- M. E. Kerr: Im Schatten des Vaters. Übersetzung Hans-Georg Noack. Baden-Baden : Signal-Verlag, 1975
- M. E. Kerr: Der Mädchenturm. Übersetzung Irmela Brender. Baden-Baden 1976
- M. E. Kerr: ME ME ME ME ME: Not a Novel. 1983
- M. E. Kerr: Sanfthand. Übersetzung Cornelia Krutz-Arnold. Maier, Ravensburg 1989
- M. E. Kerr: Drachen in der Nacht. Übersetzung Cornelia Krutz-Arnold. Maier, Ravensburg 1990
- M. E. Kerr: Blood on the Forehead: What I Know About Writing. HarperCollins, New York, NY 1998
- M. E. Kerr: Mein Lächeln in deinen Augen. Übersetzung Ulla Neckenauer (= Arena-Taschenbuch, Band 2575, Arena life), Arena, Würzburg 1998, ISBN 3-401-02575-9.
- M. E. Kerr: Sommergefühle (Originaltitel: Hello, I lied), übersetzt von Uta Szyszkowitz, Ueberreuter, Wien 1999, ISBN 3-8000-2601-5.
- Marijane Meaker: Highsmith: A Romance of the 1950s. Cleis Press, 2003
  - Marijane Meaker: Meine Jahre mit Pat. Erinnerungen an Patricia Highsmith. Übersetzt von Manfred Allié. Diogenes, Zürich 2005, ISBN 3-257-06498-5